# Build Bright United FC
Der Build Bright United Football Club  (Khmer ក្លឹបបាល់ទាត់ បៀលប្រាយយូណាយធីត) war eine kambodschanische Fußballmannschaft aus Phnom Penh, die bis 2015 in der höchsten Liga des Landes, der Cambodian League, spielte.
Aufgrund finanzieller Probleme wurde der Verein 2016 aufgelöst.

## Erfolge
- Hun Sen Cup

Finalist: 2011, 2014

## Stadion
Der Verein trug seine Heimspiele im Olympiastadion Phnom Penh in Phnom Penh aus. Das Stadion hat ein Fassungsvermögen von 50.000 Personen.
Koordinaten: 11° 33′ 30″ N, 104° 54′ 43,5″ O

## Saisonplatzierung 2008 bis 2015
| Saison | Liga             | Level | Saisonplatzierung | Saisonplatzierung | Hun Sen Cup   |
| Saison | Liga             | Level | Reg. Saison       | PlayOff           | Hun Sen Cup   |
| ------ | ---------------- | ----- | ----------------- | ----------------- | ------------- |
| 2008   | Cambodian League | 1     | 5.                |                   | Halbfinale    |
| 2009   | Cambodian League | 1     | 7.                |                   | Viertelfinale |
| 2010   | Cambodian League | 1     | 2.                | 3.                | Viertelfinale |
| 2011   | Cambodian League | 1     | 5.                |                   | Finale        |
| 2012   | Cambodian League | 1     | 6.                |                   | Viertelfinale |
| 2013   | Cambodian League | 1     | 4.                | 4.                | Viertelfinale |
| 2014   | Cambodian League | 1     | 7.                |                   | Finale        |
| 2015   | Cambodian League | 1     | 8.                |                   | Viertelfinale |